# Daniel Daly
Daniel Joseph „Dan” Daly (ur. 11 listopada 1873 w Glen Cove w stanie Nowy Jork, zm. 28 kwietnia 1937) – żołnierz Korpusu Amerykańskiej Piechoty Morskiej w stopniu Sergeant Major (starszego sierżanta sztabowego). Jeden z 19 ludzi (z czego 7 żołnierzy piechoty), którzy zostali odznaczeni Medalem Honoru dwukrotnie.

## Życiorys
Pierwszy Medal Honoru otrzymał za jego zasługi podczas powstania bokserów w Chinach. W 1900 roku, jako szeregowiec, został przydzielony do ochrony amerykańskiej ambasady w Pekinie. Podczas gdy reszta wojska postanowiła zaopatrzyć się w dodatkową broń i posiłki, aby odbudować uszkodzone fortyfikacje w ambasadzie, szer. Daly jako ochotnik został sam na posterunku do czasu powrotu towarzyszy. Właśnie wtedy ambasadę zaatakowali bokserzy. Daly sam obronił fortyfikację ambasady, zabijając ok. 200 żołnierzy wroga, uzbrojony jedynie w karabin powtarzalny i bagnet.
Drugi Medal Honoru zdobył już jako sierżant podczas amerykańskiej okupacji Haiti w 1915 roku. Jego oddział 35 osób wpadł w zasadzkę ok. 400 haitańskich powstańców. Amerykański oddział zdołał przyjąć pozycje obronne przy rzece, ale byli otoczeni przez wroga. Jedyny ciężki karabin maszynowy w oddziale wpadł do rzeki podczas zajmowania pozycji obronnych. Sierż. Daly na ochotnika postanowił wyłowić karabin z dna rzeki, co też mu się udało. Potem, jako dowodzący jednego z trzech pododdziałów, wyprowadził swoich żołnierzy z oblężenia i doprowadził bezpiecznie do amerykańskiej bazy.
Dan Daly jest znany ze swojego sławnego okrzyku podczas stoczonej w czerwcu 1918 r. w trakcie I wojny światowej bitwy pod Belleau Wood w okolicach Paryża: Come on, you sons of bitches, do you want to live forever? („No dalej, sukinsyny. Chcecie żyć wiecznie?”), kiedy podczas oblężenia poprowadził swój oddział do zwycięstwa przeciw liczebniejszemu i lepiej uzbrojonemu oddziałowi wroga.
Odszedł ze służby w piechocie morskiej 6 lutego 1929 roku.
Oprócz Medalu Honoru został również odznaczony m.in. Krzyżem za Wybitną Służbę oraz francuskim Krzyżem Wojennym. Jego imię nosi amerykański niszczyciel USS „Daly”.